# Tecuapa, Veracruz
Tecuapa är en ort i Mexiko.   Den ligger i kommunen Zontecomatlán de López y Fuentes och delstaten Veracruz, i den sydöstra delen av landet, 170 km nordost om huvudstaden Mexico City. Tecuapa ligger 538 meter över havet och antalet invånare är 171.
Terrängen runt Tecuapa är lite bergig. Runt Tecuapa är det ganska tätbefolkat, med 80 invånare per kvadratkilometer. Närmaste större samhälle är Xochiatipan de Castillo, 10,2 km nordost om Tecuapa. I omgivningarna runt Tecuapa växer huvudsakligen savannskog.